# Cronologia da história da África do Sul
Esta é uma cronologia da história da África do Sul.

## Pré-história
- Diversos sítios fósseis, como Sterkfontein, Swartkrans e Kromdraai, atestam uma ocupação humana bastante antiga.
- Os habitantes originais da região eram os povos Khoisan

## Período pré-colonial
- Séculos I a IV – os povos Bantu iniciam a sua expansão, conquistando território aos Khoisan
- Séculos IX a XIV – floresce o reino de Mapungubwe, talvez parte do Grande Zimbabwe

## Início da colonização
- 1488 – Bartolomeu Dias é o primeiro europeu a atingir o actual território da África do Sul, aportando à Ilha Robben, que passa a ser usada como posto de reabastecimento no caminho marítimo para a Índia
- 1591 – um grupo de Khoikhoi dirige um ataque frustrado aos europeus na Ilha Robben, o primeiro contra os colonizadores europeus

## Século XVII
- 1652 (6 de Abril) – Jan van Riebeeck, da Companhia Holandesa das Índias Orientais, cria a Colónia Holandesa do Cabo com a fundação da Cidade do Cabo
- 1654 – a Companhia Holandesa das Índias Orientais deporta para o Cabo líderes muçulmanos e opositores da colonização holandesa da actual Indonésia: este evento marca o início do grupo étnico dos malaios do Cabo e a chegada do Islão à África Austral

## Século XVIII
- 1795 – Napoleão ocupa as Sete Províncias dos Países Baixos; em consequência, os ingleses ocupam a Colónia Holandesa do Cabo

## Século XIX

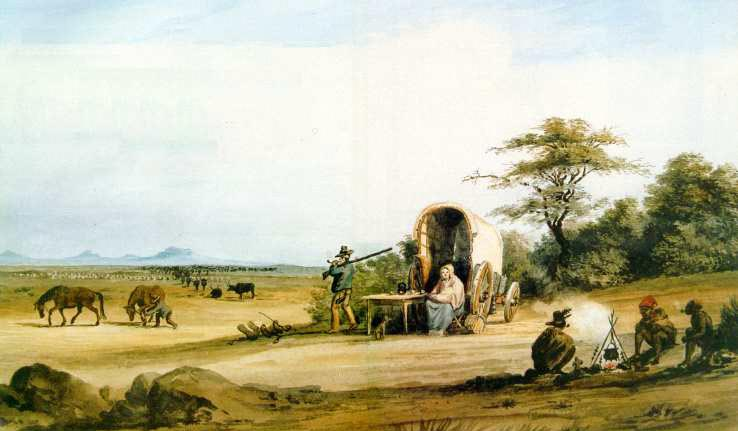
Trekboers atravessam o Karroo

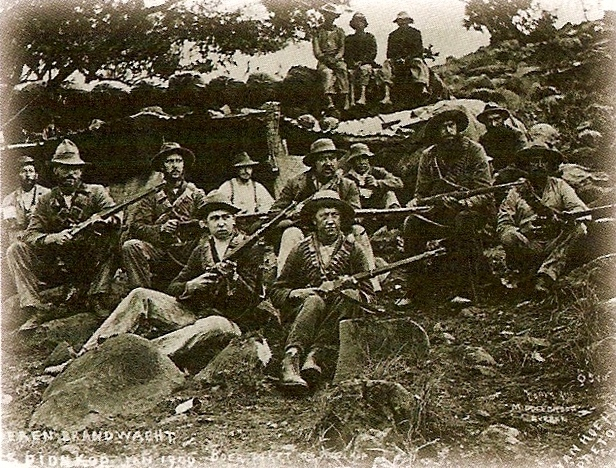
Imagem da Segunda Guerra dos Boers

- 1803 – a Inglaterra devolve a Colónia do Cabo à República Batávia
- 1806 – Batalha de Blauberg: os ingleses ocupam definitavamente a Colónia do Cabo aos holandeses
- 1899-1902 – as duas Guerras dos Boers estabelecem o domínio militar e político dos ingleses sobre os bôeres.

## Século XX
- 1910 (31 de Maio) – é fundada a União da África do Sul, como um domínio do Império Britânico, juntando a Colónia do Cabo, a Colónia do Natal, a Colónia do Rio Orange e o Transvaal. A única língua oficial é a inglesa, e os negros não têm direito de voto. Na mesma data Hebert John Gladstone toma posse como o primeiro Governador-geral, e Louis Botha como primeiro Primeiro-ministro eleito pelo Partido Sul-africano
- 1914 (8 de Setembro) – Sydney Charles Buxton sucede a Hebert John Gladstone no cargo de Governador-geral
- 1919 (3 de Setembro) – Jan Smuts é eleito Primeiro-ministro pelo Partido Sul-africano
- 1920 (17 de Novembro) – Sir James Rose-Ines sucede a Sydney Charles Buxton no cargo de Governador-geral
  - (20 de Novembro) – o Príncipe Arthur Frederick Patrick Albert de Connaught sucede a Sir James Rose-Ines no cargo de Governador-geral
- 1924 (21 de Janeiro) – Augustus Alexander George Cambridge, Conde de Athlone, sucede ao Príncipe Arthur Frederick Patrick Albert de Connaught no cargo de Governador-geral
  - (30 de Junho) – James Barry Munnik Hertzog é eleito Primeiro-ministro pelo Partido Nacional

- 1930 (21 de Dezembro) – Jacob de Villiers sucede a Augustus Alexander George Cambridge, Conde de Athlone, no cargo de Governador-geral
- 1931 (26 de Janeiro) – George Herbert Hyde Villiers, Conde de Clarendon, sucede a Jacob de Villiers no cargo de Governador-geral
- 1932 – a Universidade de Pretória inicia as escavações arqueológicas em Mapungubwe e adquire parte do terreno, tentando assim evitar o saque dos artefactos de ouro ali encontrados
- 1937 (5 de Abril) – Sir Patrick Duncan sucede a George Herbert Hyde Villiers, Conde de Clarendon, no cargo de Governador-geral
- 1939 (5 de Setembro) – Jan Smuts é eleito Primeiro-ministro pelo Partido Unido
- 1943 (17 de Julho) – Nicolaas Jacobus de Wet sucede a Sir Patrick Duncan no cargo de Governador-geral
- 1946 (1 de Janeiro) – Gideon Brand van Zyl sucede a Nicolaas Jacobus de Wet no cargo de Governador-geral
- 1948 (4 de Junho) – Daniel François Malan é eleito Primeiro-ministro pelo Partido Nacional
- 1951 (1 de Janeiro) – Ernest George Jansen sucede a Gideon Brand van Zyl no cargo de Governador-geral
- 1954 (30 de Novembro) – Johannes Gerhardus Strijdom é eleito Primeiro-ministro pelo Partido Nacional
- 1958 (2 de Setembro) – Hendrik Frensch Verwoerd é eleito Primeiro-ministro pelo Partido Nacional
- 1959 (26 de Novembro) – Lucas Cornelius Steyn sucede a Ernest George Jansen no cargo de Governador-geral
  - (7 de Dezembro) – Charles Robberts Swart sucede a Lucas Cornelius Steyn no cargo de Governador-geral

- 1960 – é estabelecido o Colégio Universitário da Zululândia, actual Universidade da Zululândia
- 1961 (31 de Maio) – a União da África do Sul torna-se independente do Reino Unido, formando a República da África do Sul. Charles Robert Swart, Governador-geral à altura, torna-se o primeiro Presidente de Estado (Staatspresident)
- 1966 (13 de Setembro) – Balthazar Johannes Vorster é eleito Primeiro-ministro pelo Partido Nacional
- 1967 (1 de Junho) – Theophilus Ebenhaezer Dönges sucede a Charles Robberts Swart no cargo de Presidente de Estado
  - (3 de Dezembro) - Christian Barnard executa o primeiro transplante de coração do mundo, no Hospital Groote Schuur, Cidade do Cabo. O coração de Denise Darvall de 25 anos, é transplantado em Lewis Washkansky, de 53 anos, que morre 18 dias mais tarde em consequência duma pneumonia causada pelos imuno-supressivos que lhe tinham sido ministrados.
  - (6 de Dezembro) – Jozua François Naudé sucede a Theophilus Ebenhaezer Dönges no cargo de Presidente de Estado

- 1968 (10 de Abril) – Jacobus Johannes Fouché sucede a Jozua François Naudé no cargo de Presidente de Estado
- 1975 (9 de Abril) – Johannes de Klerk sucede a Jacobus Johannes Fouché no cargo de Presidente de Estado
  - (19 de Abril) – Nicolaas Johannes Diederichs sucede a Johannes de Klerk no cargo de Presidente de Estado
- 1978 (21 de Agosto) – Marais Viljoen sucede a Nicolaas Johannes Diederichs no cargo de Presidente de Estado
  - (29 de Setembro) – Pieter Willem Botha é eleito Primeiro-ministro pelo Partido Nacional
  - (10 de Outubro) – Balthazar Johannes Vorster sucede a Marais Viljoen no cargo de Presidente de Estado
- 1979 (4 de Junho) – Marais Viljoen sucede a Balthazar Johannes Vorster no cargo de Presidente de Estado
- 1984 (3 de Setembro) – Pieter Willem Botha sucede a Marais Viljoen no cargo de Presidente de Estado
  - (14 de Setembro) – é extinto o cargo de Primeiro-ministro. Pieter Willem Botha, recém-eleito Presidente de Estado, agrega às funções de chefe de estado a chefia do governo, situação que se mantém até aos dias de hoje.
- 1989 (19 de Janeiro) – Jan Christian Heunis sucede a Pieter Willem Botha no cargo de Presidente de Estado
  - (15 de Março) – Pieter Willem Botha sucede a Jan Christian Heunis no cargo de Presidente de Estado
  - (15 de Agosto) – Frederik Willem de Klerk sucede a Pieter Willem Botha no cargo de Presidente de Estado

- 1993 – é publicada uma Constituição provisória que permitirá as prímeiras eleições livres da história da África do Sul, no ano seguinte. Ao abrigo dessa constituição, o chefe de estado da África do Sul deixará de se intitular Presidente de Estado, passando a ser designado simplesmente por Presidente, e o líder do segundo partido mais votado será nomeado para o cargo de Vice-presidente.
- 1994 (27 de Abril) – o dia das primeiras eleições livres marca o fim do Apartheid. às zero horas, a antiga bandeira é baixada e o hino nacional Die Stem é cantado. É içada a nova bandeira e cantado o hino Nkosi Sikelel' iAfrika. Durante o dia, Nelson Rolihlahla Mandela, presidente do ANC, é eleito Presidente com 63% dos votos. FW de Klerk e Thabo Mbeki são nomeados Vice-presidentes.
- 1996 – FW de Klerk demite-se do cargo de Vice-presidente, passando a fazer oposição ao Governo
- 1999 – Thabo Mbeki sucede a Nelson Mandela no cargo de Presidente. Jacob Zuma é nomeado Vice-presidente

## Século XXI
- 2005 – Thabo Mbeki é reeleito Presidente. Phumzile Mlambo-Ngcuka é nomeado Presidente-deputado
- 2010 – A África do Sul é o primeiro país do Continente Africano a ser sede de uma Copa do Mundo FIFA.